# لوپز لومونگ
لوپز لومونگ (انگلیسی: Lopez Lomong؛ زادهٔ ۵ ژانویهٔ ۱۹۸۵) ورزشکار ورزش دو و میدانی اهل ایالات متحده آمریکا است.

## جوایز
وی در مسابقات کشوری و بین‌المللی در مجموع برندهٔ ۲ مدال طلا شده است.